# Thallo
Thallo is een van de Horae uit de Griekse mythologie, een dochter van Zeus en Themis. Ze personifieerde de lente en werd sterk geassocieerd met bloemen en jeugd. In latere tijden, Eunomia geheten, was ze de godin van de wet en jurisprudentie.
Haar zusters zijn Carpo (of Dike) en Auxo (of Irene).